# Banque centrale de réserve du Salvador
La Banque centrale de réserve du Salvador est la banque centrale du Salvador. Depuis 2001, il a adopté l'utilisation du dollar des États-Unis, il ne régule donc pas la politique monétaire, sa fonction principale est de réguler le système bancaire du pays.

## Histoire
Avant 1934, l'émission de papier-monnaie était la responsabilité de deux banques privées, chaque banque émettant son propre papier-monnaie, laissant à l'État salvadorien, par l'intermédiaire du ministère des Finances, le soin de superviser la circulation de l'argent et des billets.
En raison de ce système et de la crise économique de 1929, la circulation de l'argent, tant en monnaie qu'en billets, était rare en République du Salvador et, après la version officielle, elle fut l'un des deux déclencheurs de la Revolta Camponesa au Salvador en 1932.
Le 19 juin 1934, l'Assemblée législative du Salvador a publié la Charte de la Banque Centrale de Réserve du Salvador et ses statuts, la constituant en société anonyme, avec un capital provenant de l'Association du Café du Salvador (36,50%), de banques privées (27,00%) et de personnes physiques (36,50%).
En 2000, après l'approbation de la loi d'intégration monétaire, le pouvoir de la Banque centrale de réserve d'émettre des espèces monétaires a été aboli, donnant libre circulation au dollar des États-Unis à compter du 1er janvier 2001, la loi susmentionnée établissant que les deux monnaies circulaient, un an après sa mise en œuvre, il y avait peu de colones en circulation ; Depuis la promulgation de la norme juridique susmentionnée, un dollar nord-américain équivaut à 8,75 Colon salvadorien.